# William Wright (politikus, 1794–1866)
William Wright (Clarkstown, 1794. november 13. – Newark, 1866. november 1.) az Amerikai Egyesült Államok szenátora (New Jersey, 1853–1859 és 1863–1866).